# Jim Deines
Jim Deines, né le 26 septembre 1962 à Springdale (Arkansas), est un ancien joueur de basket-ball français, d'origine américaine évoluant au poste d'intérieur. Il a été naturalisé français en 1987.

## Club

### Joueur
- 1985-1987 :  Grenoble (Nationale 1B)
- 1987-1993 :  Antibes (Nationale 1)
- 1993-1995 :  Strasbourg (Pro B puis Pro A)
- 1995-1998 :  Levallois (Pro A puis Pro B)
- 2000-2002 :  Golfe-Juan (NM2 puis NM1)

### Équipe nationale
- Participation au Championnat d'Europe de basket-ball 1991 avec l'équipe de France.

## Palmarès
- Champion de France 1991 avec Antibes